# Miera (Cantabria)
Miera es un municipio de la comunidad autónoma de Cantabria (España), localizado en el valle de su mismo nombre.

## Geografía

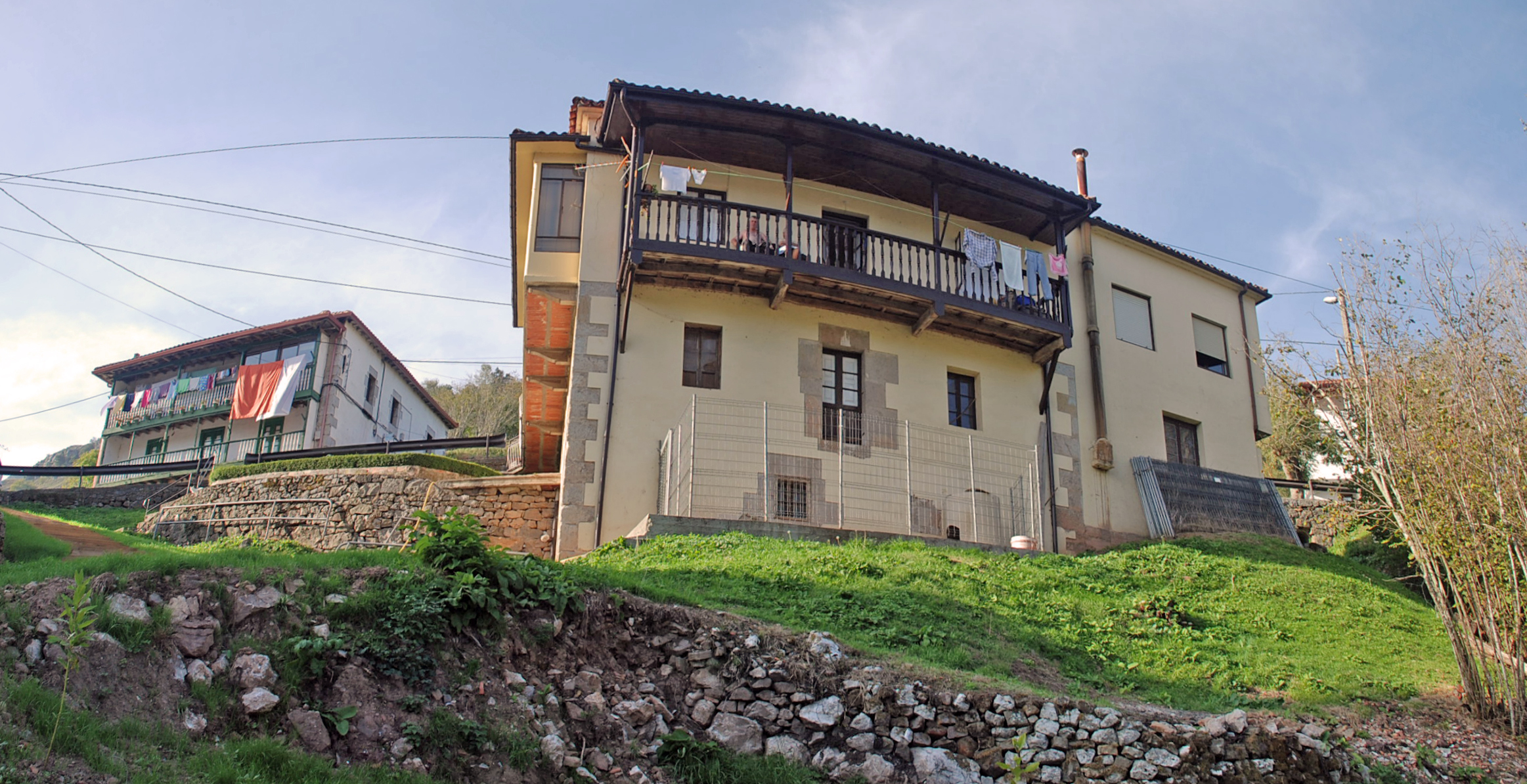
Localidad de Miera

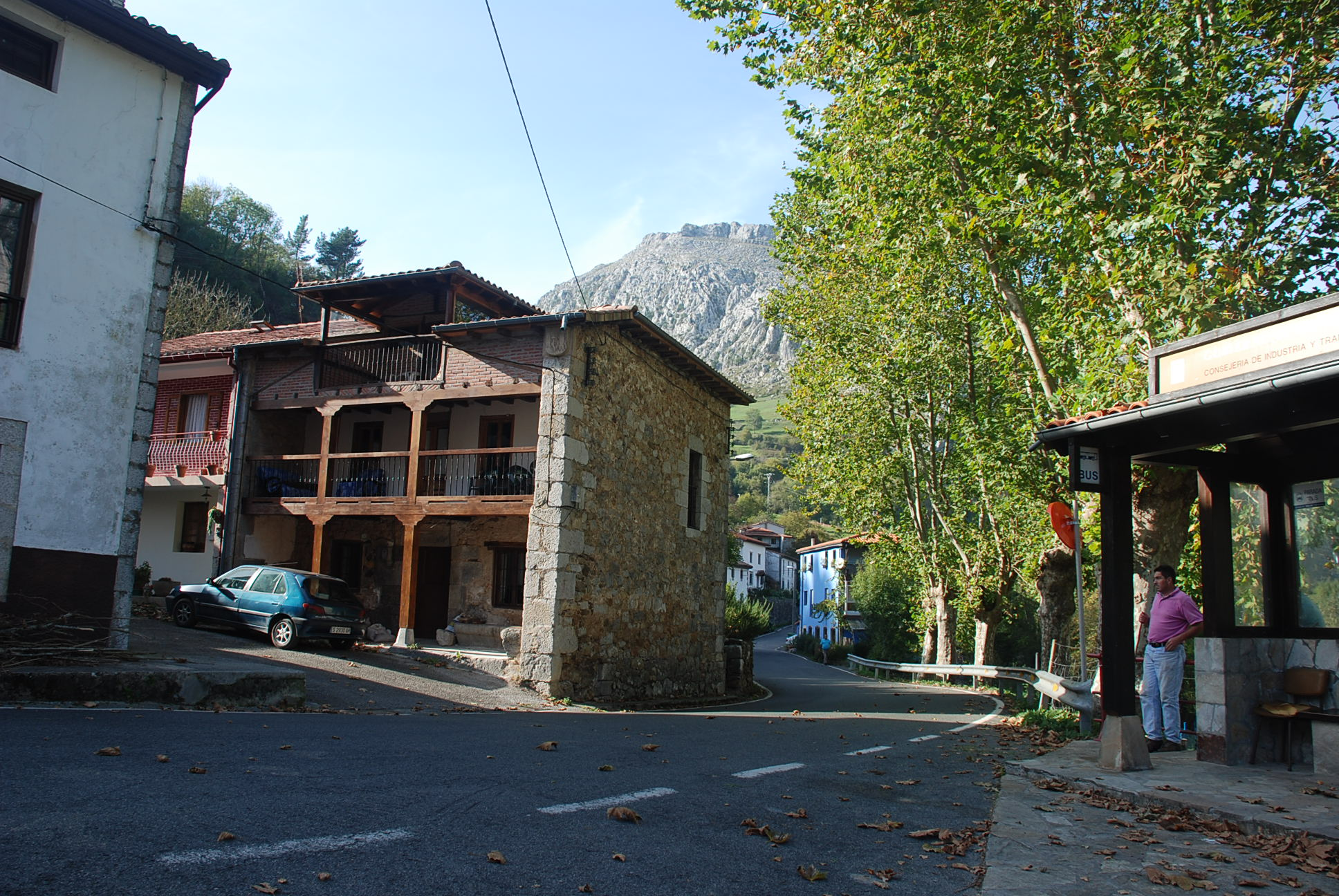
Localidad de Mirones

- Altura sobre el nivel del mar: 426 metros.
- Ríos: Miera.
- Extensión, en km²: 33,77 kilómetros cuadrados.
- Población: 393 habitantes (INE 2023).

### Localidades
- Miera (barrios de Pereda, La Maza, La Matanza; Sobrelacorte, La Cárcoba (capital municipal), Pumares, Tejuelo, Irías)
- Mirones (barrios de La Cantolla, Mirones, Rebollar, La Vega)

### Otras entidades, diseminados y despoblados
- Solana
- La Toba
- Ajanedo
- Linto
- Mortesante
- Cerrillos y Veguilla
- Noja
- Puente Nuevo

## Historia
Las primeras referencias de poblamiento en el municipio se encuentran en los restos del Cuaternario localizados en las cuevas de Rascaño, Piélago y Salitre, en la que se hallaron pinturas rupestres.
En 1883 tiene lugar en el pueblo de Miera el asesinato del vecino Juan Maza Samperio junto a la Iglesia. La crónica del caso es publicada con detalle en la revista Procesos Célebres en 1884 bajo el nombre «Proceso de Miera», donde se recogen las investigaciones y deliberaciones efectuadas por el juzgado de Santoña. El juicio termina con la sentencia condenatoria del que fuera alcalde en ese momento, Aurelio Pozas, como autor del delito de homicidio y los guardias civiles Vicente Fernández Ledo y Sebastián González Uzual como encubridores. En el mismo año 1884 se publicó en Santander un libro equivalente desde la imprenta del periódico "La Voz Montañesa". 
La gran difusión y mala fama que proporcionó a la población el crimen de Miera fue compensada pocos años después por la exitosa zarzuela La romería de Miera, estrenada por Eusebio Sierra y Ángel de las Pozas, ambos oriundos trasmeranos, el 17 de diciembre de 1890.
Desde el siglo XI se tiene noticia de la existencia del monasterio de Santa María de Miera.
En el siglo XV el valle del Miera sigue poblándose y los habitantes de la zona alta comienzan a desarrollar una sociedad pastoril de ganado vacuno bien diferenciada etnográficamente, con trashumancia orográfica dentro de los límites de la demarcación, con oscilaciones de altura de 500 metros. A partir de la Edad Moderna, el cultivo de maíz traído de América por los descubridores, y las leguminosas, cambia los hábitos alimenticios de la población meracha, que puede desligarse parcialmente de los escasos productos locales y entrar en condiciones productivas modernas con holgura de despensa. El cultivo de la patata, también de origen americano, fue tardío, introduciéndose en el siglo XIX.
Durante el "Antiguo Régimen" el pueblo de Miera tuvo un gran realce comarcal debido a los dominios de su iglesia, de la que dependían diversos territorios de su entorno.
La actividad fabril de las Real Fábrica de Artillería de La Cavada, dedicadas a la producción de cañones, munición y elementos de fundición para la industria privada, ocasiona una actividad forestal en todo el valle del Miera para alimentar los altos hornos. Aún se pueden observar restos de esta actividad como son algún resbaladero de troncos junto a las proximidades del río Miera, varias presas de sillería en las cabeceras del valle, tramos de canalización del río desde el valle de Lunada hasta La Cavada y una densa red de caminos carreteros que recorren las laderas y abruptos lapiaces kárticos del alto Miera. A esta etapa de dominio de la Corona que concluye en las primeras décadas del siglo XIX, de alta deforestación, se sucede otra debida a la introducción de la ganadería intensiva de raza frisona, especializada en producción de leche, en la que se esquilmaron los restos del bosque autóctono hasta lugares muy recónditos, dejando el paisaje en la situación actual, muy deteriorado, pero con algunos hayedos y robledales de alto valor biológico. En las últimas 3 décadas, la llegada del gas butano y de la energía eléctrica, el uso de materiales de construcción modernos (hormigón, ladrillo, terrazo...) y la reducción de la ganadería, que ha abandonado las fincas más pendientes, está permitiendo la regeneración de áreas boscosas en las laderas del valle y en algunos enclaves altos.
Miera alcanza su álgido poblacional en los inicios de la segunda revolución industrial (en 1877 tiene 1.567 habitantes), manteniendo cierta estabilidad hasta finales de siglo. La crisis española consecuente al desastre del 98 generó una emigración importante y la demografía del municipio, que en 1900 tenía 1.489 habitantes, inicia su descenso imparable hasta la actualidad. A partir de esta época, a impulso del espíritu romántico, los habitantes del entorno del nacimiento del Río Miera son llamados pasiegos, perdurando hasta la actualidad la denominación y estilo de vida, bien diferenciados de los "merachos" (habitantes de Miera) por sus características políticas, culturales, etnográficas y económicas.
El declive del sector ganadero a partir de los años 70 y sobre todo desde la década de 1980 aceleró la despoblación del municipio y el abandono de la actividad ganadera, en especial por la población productiva más joven.

## Economía
Las características del valle en el que se asienta el municipio siguen aprovechándose en la producción ganadera, hoy principalmente vacuna de abastos. En menor medida existe la explotación forestal, el turismo rural y la agricultura. La regresión demográfica y el aumento de la media de edad de sus habitantes ha variado sustancialmente el espectro económico y de servicios, que se verá profundamente afectado en las próximas décadas.

## Demografía
Miera cuenta con una población de 400 habitantes (INE 2024).
| Gráfica de evolución demográfica de Miera entre 1842 y 2021                                                         |
| |
| Población de derecho según los censos de población del INE Población de hecho según los censos de población del INE |

## Monumentos y lugares de interés
Tres son los bienes de interés cultural de este municipio:
- Iglesia de Nuestra Señora de Miera o de Nuestra Señora de la Asunción, en el barrio de La Cárcoba, con categoría de monumento. Esta iglesia de Santa María de Miera data del siglo XVII y fue centro religioso del alto Miera. Tuvo gran influencia y veneración en los valles vecinos y tradición de apariciones marianas. El abad de Miera tenía jurisdicción sobre San Lorenzo de Pámanes, San Mamés de Navajeda, San Román de Mirones, San Andrés de Vega, San Lorenzo de Llerana, San Cibrián de Esles, Santa María Magdalena de La Penilla y algunas otras iglesias y monasterios, con sus tierras y derechos. En el siglo XIII la abadía de Miera pasó con sus posesiones a dominio del abad y cabildo de Santander. Las peregrinaciones de los citados deudos de Miera se han conservado desde el Medievo hasta tiempos actuales.
- Cueva del Salitre, con categoría de zona arqueológica, ubicada en el sitio de Ajanedo, con yacimiento del Paleolítico Superior y Mesolítico y paneles de pinturas rupestres paleolíticas que sirvieron de inspiración para la habilitación al turismo de la cueva museada de Sopeña.
- Zona arqueológica del Puyo, con yacimientos conocidos con restos situables entre el Paleolítico Superior y la Edad Media y manifestaciones de arte rupestre en algunas de sus cavidades.

Otros lugares de interés son:
- Cueva del Rescaño (sin. Rascaño), zona arqueológica situada en Mirones.
- Los Pozos de Noja, situados en el paraje de Noja al pie de Las Enguizas, reciben este nombre por las dos presas construidas a principios del siglo XX para producción eléctrica. Su interés en arqueología industrial se basa en que constituyen los primeros saltos de potencia de la "Electra Pasiega". Las turbinas estaban situadas en el sitio todavía hoy conocido como "La Luz Eléctrica" o "La Fábrica de Electricidad", junto al pueblo de Rubalcaba.[3]
- Carreteras con firme empedrado, canalizaciones de las márgenes del Miera y algunos otros elementos, como las neveras de fábrica y las carboneras, pertenecientes al complejo sistema de abastecimiento de madera y recursos varios a los altos hornos de la Real Fábrica de Artillería de La Cavada entre los siglos XVII y XIX. Constituyen hoy día recursos patrimoniales relevantes, cuya puesta en valor evitaría su destrucción por la coincidencia de trazado de las modernas infraestructuras viarias, que van proliferando en las zonas altas del municipio.